# Sterling Heights (Michigan)
Sterling Heights je město v okresu Macomb County ve státě Michigan ve Spojených státech amerických. Na jihu sousedí s městem Warren a je zároveň předměstím Detroitu, největšího města státu, přičemž se nachází asi 29 kilometrů od jeho centra. Jde o čtvrté největší město v Michiganu a druhé největší město, které tvoří detroitské předměstí. Na západě sousedí s městem Troy.
K roku 2020 zde žilo 134 346 obyvatel. S celkovou rozlohou 95 km² byla hustota zalidnění 1 423 obyvatel na km². 